# Kaj-Erik Eriksen

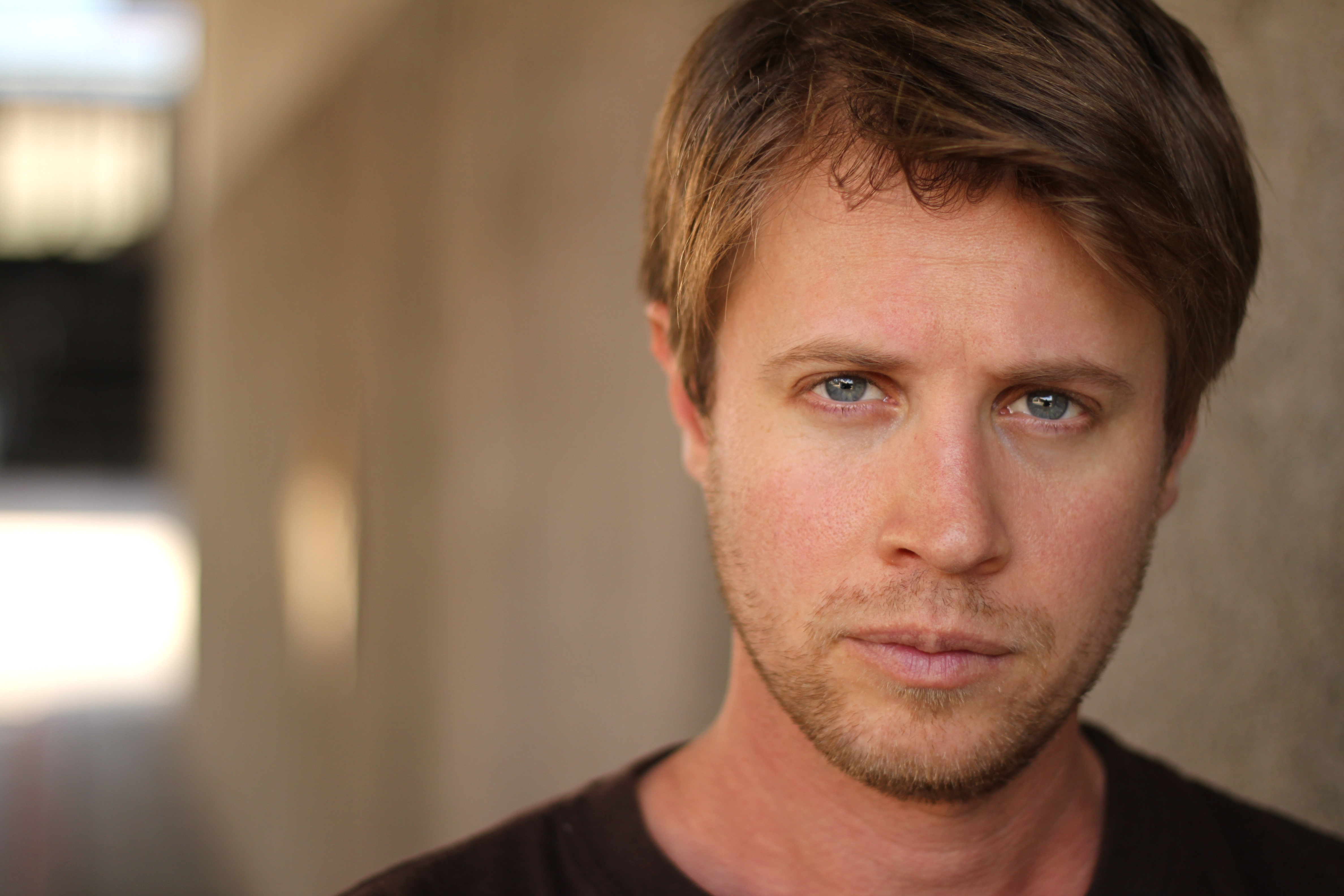
Kaj-Erik Eriksen 2010.

Kaj-Erik Eriksen, född 15 februari 1979, är en kanadensisk skådespelare. Han är känd för sin roll som Danny Farrell i TV-serien The 4400, Jeremy Peters i TV-serien Boston Public och som son till Antony Scali i serien Scali.
Eriksens mor kommer från Sverige och hans far från Danmark.

## Filmografi i urval
| År        | Titel                                             | Roll                        | Övrigt     |
| --------- | ------------------------------------------------- | --------------------------- | ---------- |
| 1987      | After the Promise                                 | Kid in window (okrediterad) | TV-film    |
| 1987      | J.J. Starbuck                                     |                             |            |
| 1988      | MacGyver                                          | Jacob Miller                |            |
| 1990      | Danger Bay                                        | Stephen Walker Sam          |            |
| 1990      | MacGyver                                          | Tommy Wiley                 |            |
| 1990      | Neon Rider                                        | Boomer                      |            |
| 1991      | The Girl from Mars                                | Ricky Swanson               | TV-film    |
| 1991      | Monkey House                                      | The Kid                     | TV-serie   |
| 1991–1996 | Scali                                             | David Scali                 | 89 avsnitt |
| 1992      | Neon Rider                                        | Harry                       |            |
| 1992      | Miles from Nowhere                                | Patrick Reilly              | TV-film    |
| 1992      | Resan i det okända                                | Galileo                     |            |
| 1993      | Liar, Liar: Between Father and Daughter           | Jonah                       | TV-film    |
| 1993      | Born Too Soon                                     | Ethan Butterfield           | TV-film    |
| 1995      | Are You Afraid of the Dark?                       | Zeke Matthews               |            |
| 1995      | Goosebumps                                        | Billy Harlan                |            |
| 1996      | Captains Courageous                               | Dan Troop                   | TV-film    |
| 1996      | Poltergeist: The Legacy                           | Joseph Dawkins              |            |
| 1998      | Walker, Texas Ranger                              | Ted McGee                   |            |
| 1998      | En skruv lös                                      | Brian                       |            |
| 1998      | Promised Land                                     | Kevin Neary                 |            |
| 1998      | Prey                                              | Shane                       |            |
| 1999      | Heaven's Fire                                     | Jeremy McConnell            | TV-film    |
| 1999–2001 | Beggars and Choosers                              | Carey Malone                | 22 avsnitt |
| 2000      | Miracle on the Mountain: The Kincaid Family Story | Rick Kincaid                | TV-film    |
| 2000      | The Outer Limits                                  | Josh Dayton                 |            |
| 2001      | So Weird                                          | Inky                        |            |
| 2001–2002 | Boston Public                                     | Jeremy Peters               | 12 avsnitt |
| 2001–2002 | Mary-Kate and Ashley in Action!                   | (röst)                      | 3 avsnitt  |
| 2003      | Peacemakers                                       | Jack Morgan                 |            |
| 2003      | Tru Calling                                       | Cole                        |            |
| 2004      | Död zon                                           | J.J. age 20                 |            |
| 2004      | Star Trek: Enterprise                             | Smike                       |            |
| 2004–2007 | The 4400                                          | Danny Farrell               | 16 avsnitt |
| 2005      | NCIS                                              | Frank Smith                 |            |
| 2006      | Disaster Zone: Volcano in New York                | Joey Walsh                  | TV Film    |
| 2006      | Saved                                             | Elliot                      |            |
| 2007      | Criminal Minds                                    | Henry Frost                 |            |
| 2008      | The Triple Eight                                  | Adolf Hitler                |            |
| 2009      | The Closer                                        | Allan Summers               |            |
| 2009      | Ice Twisters                                      | Eric                        | TV-film    |
| 2011      | Time after Time                                   | Richard Krem                | TV-film    |
| 2011      | Perfect Couples                                   | Guy                         |            |
| 2012      | The 12 Disasters of Christmas                     | Aaron                       | TV-film    |